# Барон Гринуэй
Барон Гринуэй из Стэнбридж Ярлс в графстве Саутгемптон — наследственный титул в системе Пэрства Соединённого королевства. Он был создан 18 января 1927 года для британского бизнесмена, сэра Чарльза Гринуэя, 1-го баронета (1857—1934), одного из основателей Англо-персидской нефтяной компании. 20 мая 1919 года для него уже был создан титул баронета из Стэнбридж Ярлс в графстве Саутгемптон.
По состоянию на 2024 год носителем титула являлся его правнук, Эмброуз Чарльз Дрексель Гринуэй, 4-й барон Гринуэй (род. 1941), который стал преемником своего отца в 1975 году. Лорд Гринуэй один из девяноста два избранных наследственных пэров, которые остались в Палате лордов после принятия Акта Палаты лордов 1999 года, где он является независимым депутатом.

## Бароны Гринуэй (1927)
- 1927—1934: Чарльз Гринуэй, 1-й барон Гринуэй (13 июня 1857 — 17 декабря 1934), сын Джона Дэвида Гринуэя (1823—1889)[1];
- 1934—1963: Чарльз Кельвинг Гринуэй, 2-й барон Гринуэй (24 марта 1888 — 30 апреля 1963), единственный сын предыдущего[2];
- 1963—1975: Чарльз Пол Гринуэй, 3-й барон Гринуэй (31 января 1917 — 14 сентября 1975), старший сын предыдущего[3];
- 1975 — настоящее время: Эмброуз Чарльз Дрексель Гринуэй, 4-й барон Гринуэй (род. 21 мая 1941), старший сын предыдущего[4];
  - Наследник титула: достопочтенный Найджел Пол Гринуэй (род. 12 января 1944), третий сын 3-го барона Гринуэя, младший брат предыдущего[5];
    - Наследник наследника: Николас Уолтер Пол Гринуэй (род. 1988), единственный сын предыдущего[6].